# لاوین اسپونفول
لاوین اسپونفول (به انگلیسی: The Lovin' Spoonful) نام یک گروه موسیقی راک آمریکایی است که چندین ترانهٔ مشهور در دههٔ ۱۹۶۰ میلادی منتشر کردند.
این گروه موسیقی در سال ۲۰۰۰ میلادی در زمرهٔ تالار مشاهیر راک اند رول قرار گرفت.
از فیلم‌ها یا مجموعه‌های تلویزیونی که این گروه موسیقی در آن‌ها نقش داشته است، می‌توان به چه خبر، تایگر لی‌لی؟ اشاره نمود.